# 1180
Cette page concerne l'année 1180  du calendrier julien. Pour l'année 1180 av. J.-C., voir 1180 av. J.-C.
L'année 1180 est une année bissextile qui commence un mardi.

## Événements

### Japon
- 21 mars : abdication de l’empereur du Japon Takakura en faveur de son fils Antoku[1].

- 5 mai : appel aux armes du prince Mochihito, écarté du trône du Japon. Début de la guerre de Genpei[2].
- Juin : Taira no Kiyomori fait déplacer la capitale du Japon à Fukuhara (l’actuelle Kobe). Elle est redéplacée à Kyoto en novembre[1]. Avant le 16 juin, le prince Mochihito fuit Kyoto et va se réfugier au Mii-dera[3].
- 20 juin : première bataille d’Uji. Les moines du Byōdō-in combattent aux côtés de Minamoto no Yorimasa contre les Taira, mais sont vaincus. Yorimasa se fait seppuku et le prince Mochihito est tué[2].
- Siège de Nara : après Uji, les Taira mettent le feu aux temples et monastères de Nara pour se venger de l’implication des moines aux côtés de leurs ennemis[1].
- 14 septembre : bataille d’Ishibashiyama - première bataille de Minamoto no Yoritomo contre les Taira. Défaite de Yoritomo[1].
- Octobre : Yoritomo établit ses quartiers généraux à Kamakura dans l’est du Japon, et lance de nouveau les hostilités[4].
- 10 novembre : bataille de Fujigawa[5] - les Taira confondent une bande d’oiseaux aquatiques avec une attaque surprise des Minamoto pendant la nuit, et se retirent sans combattre, laissant ainsi une victoire inattendue à Yoritomo.

### Proche-Orient
- 30 mars : mort d’Al-Mustadhi. Début du règne de Nasir, calife ‘abbasside[6] (fin en 1225).
- 12 mai : Guillaume de Tyr rentre en Palestine avec des ambassadeurs byzantins après avoir assisté au IIIe concile du Latran et passé un séjour de sept mois à Constantinople[7]. Les demandes de secours adressées par le roi de Jérusalem au concile restent sans effets.
- Mai : une trêve de deux ans entre Baudouin IV de Jérusalem et Saladin, garantissant la libre circulation des biens et des hommes dans la région, alors que la région est en proie à la famine liée à la sécheresse[8]. Quelques mois plus tard, une caravane de riches commerçants arabes allant vers La Mecque est attaquée dans le désert de Syrie par Renaud de Châtillon, qui s’en empare[9]. Saladin s’en plaint à Baudouin IV, qui n’ose sévir contre son vassal.
- 2 octobre : Saladin réunit un congrès près de Samosate, qui réunit les sultans de Mossoul, de la Djezireh, d’Erbil, de Keyfa, de Mardin, de Konya (le sultan saljûqide de Rum Kılıç Arslan II) et le roi d’Arménie. Une trêve de deux ans est conclue[10].

### Europe
- 13 janvier : diète de Wurtzbourg[11]. Frédéric Barberousse confisque les duchés de Bavière et de Saxe à Henri le Lion[12]. La Bavière passe à Othon Ier de Wittelsbach (1120-1183) et la Saxe passe à la maison d’Ascanie.
- Janvier : Innocent III, antipape contre Alexandre III, est enfermé au monastère de Cava[13]. Il meurt à Civita Castellana le 30 août 1181[14].
- 16 février, Paris : Philippe Auguste fait saisir les Juifs, les relâche contre rançon (31 000 livres parisis) et abolit toutes les dettes des chrétiens envers eux[15].
- 2 mars : Alexis II Comnène épouse Agnès de France (1171-1220)[16].
- 8 mars : les Castillans fondent Plasence (Estrémadure) prise sur les Almohades[17].

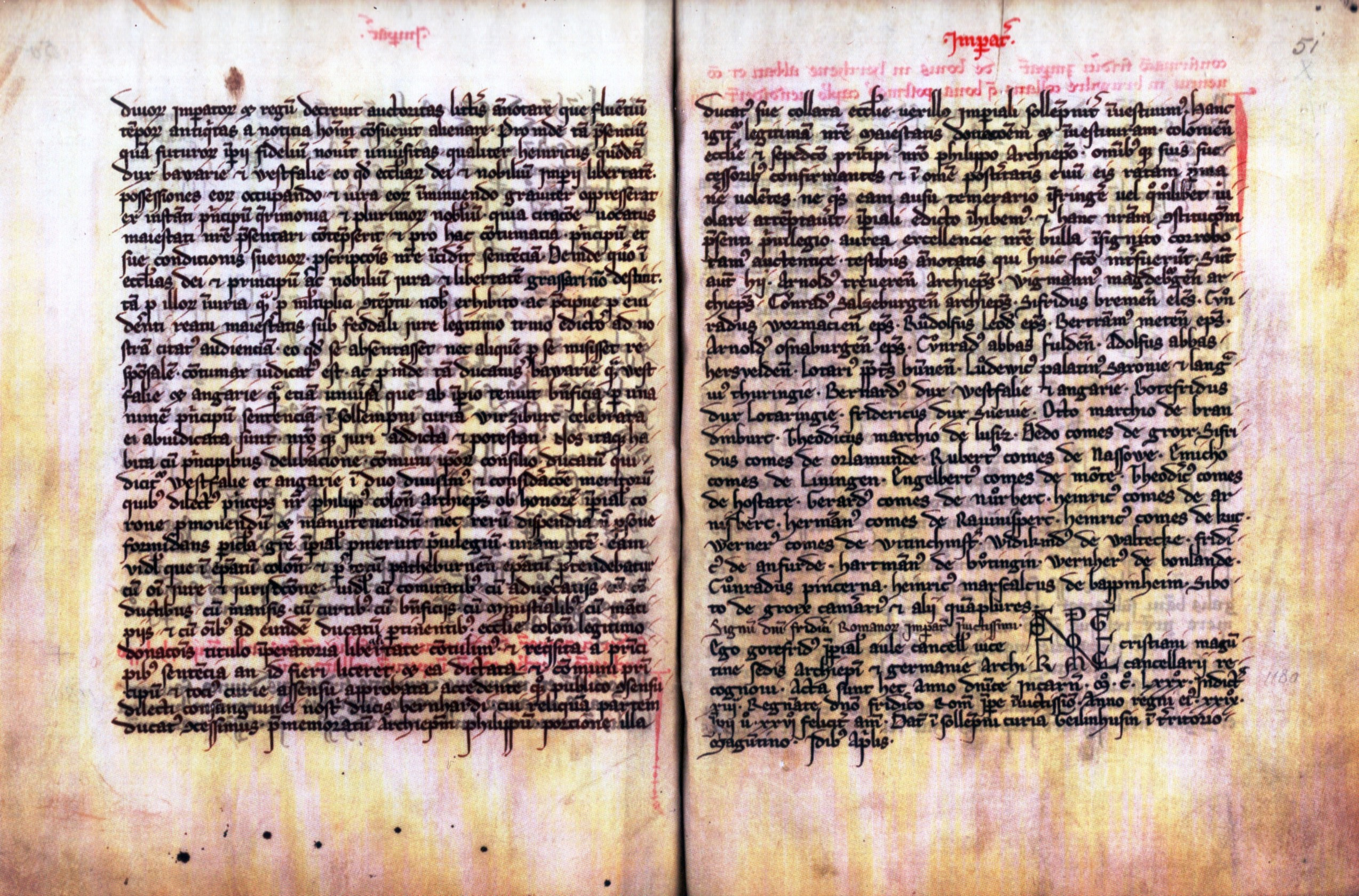
13 avril : création du duché de Westphalie. Copie de l'acte de fondation conservée dans les archives historiques de la ville de Cologne.

- 13 avril : diète de Gelnhausen. La Saxe est divisée entre la maison d'Ascanie (Bernard d’Anhalt) et l’archevêque de Cologne Philippe d’Heinsberg, qui obtient la Westphalie et l’Angarie avec le titre ducal[18].
- 28 avril : Philippe Auguste épouse Isabelle de Hainaut, fille de Baudouin V de Hainaut, à l’abbaye d’Arrouaise près de Bapaume[19]. Son épouse lui apporte en dot Arras, Saint-Omer, Aire et Hesdin.
- 27 mai : victoire de Sverre Sigurdsson à Iluvellir (no) près de Nidarós sur le roi de Norvège Magnus Erlingson qui se retire de nouveau à Bergen puis s’enfuit au Danemark. L’archevêque Eysteinn s’exile pour 3 ans (1180-1183) en Angleterre[20].
- 29 mai : pour éviter toute réaction de sa mère et de ses oncles champenois hostiles à son mariage, Philippe Auguste fait couronner sa femme Isabelle de Hainaut à Saint-Denis, par l’archevêque de Sens[19].
- 24 juin-18 octobre : le concile de Tarragone décide que les actes rédigés en Catalogne ne doivent plus mentionner le nom du roi de France[21].
- 28 juin : traité de Gisors (de) d’assistance défensive et offensive signé à Gisors entre Philippe Auguste et Henri II Plantagenêt. Philippe Auguste se réconcilie avec sa mère et lui rend son douaire[22].
- Été (entre le 28 juin et le 18 septembre[23]) : Philippe Auguste, entré en Bourgogne pour faire droit aux plaintes des églises, tient un plaid à Pierre-Perthuis qui termine le différend entre l’évêque et les clercs de Mâcon et Girard, comte de Vienne, qui est condamné pour ses exactions[24].
- 29 juin : Ottokar IV obtient le titre de duc de Styrie[25], mais à sa mort en 1192 la Styrie passe aux Babenberg. Le duché doit sa richesse aux mines de fer et de sel.

La France en 1180.

- 16 septembre : Othon Ier de Wittelsbach est investi du duché de Bavière après la destitution d’Henri le Lion[26].
- 18 septembre : mort de Louis VII ; début du règne de Philippe II Auguste, roi de France (fin en 1223) sous la régence de Philippe d'Alsace. Robert-Clément du Metz, maréchal, devient gouverneur du jeune roi par la volonté de son père[22] ; Gauthier de Nemours conserve sa charge de chambellan.
- 24 septembre : début du règne d’Alexis II Comnène, empereur byzantin (fin en 1183). Régence de Marie d’Antioche (fin en 1182)[27]. Elle s’appuie sur la colonie latine de Constantinople et les mercenaires occidentaux. Deux partis s’affrontent : celui des gouvernementaux, soutenus par les riches et les étrangers et celui des traditionalistes, dirigés par quelques nobles groupés autour de Marie, fille de Manuel et appuyé par le peuple et par l’Église, finalement victorieux en 1182.

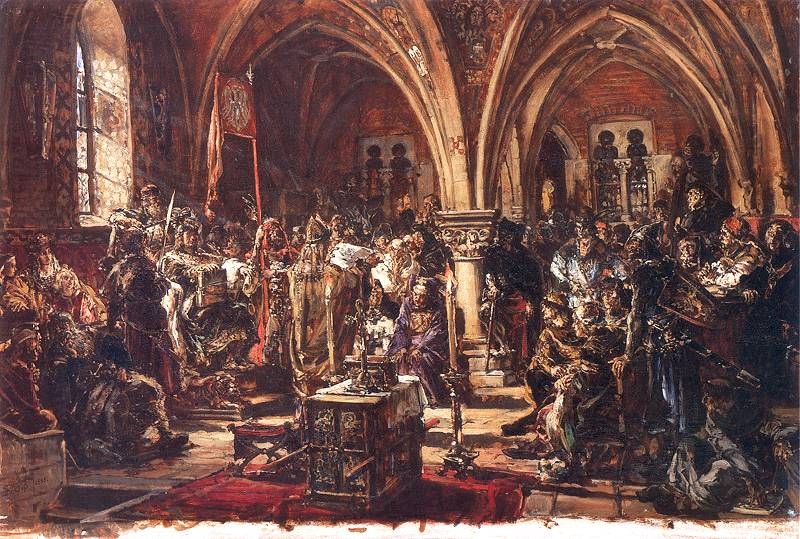
Assemblée de Leczyca, toile de Jan Matejko, 1888.

- Le duc de Pologne Casimir II le Juste réunit une diète à Leczyca ; il accorde des privilèges à la noblesse et à l’Église (immunités)[28]. Le principe du séniorat est abandonné et le principat souverain est transféré à la lignée de Casimir le Juste.
- Le chanoine Meinhard, de l’ordre de Saint-Augustin du Holstein, débarque à Riga pour prêcher l’évangile au Lives et aux Lettes[29].
- Fondation du Collège des Dix-Huit, premier collège de Paris par le chapitre de Notre-Dame[30].